# フレディ・ビュアシュ

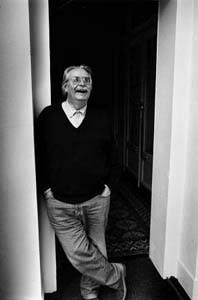

フレディ・ビュアシュ（Freddy Buache、1924年12月29日 - 2019年5月28日）は、スイスの映画ジャーナリスト、映画批評家である。1951年から1996年まで、「シネマテーク・スイス」の館長であった。現在はローザンヌ大学で教えている。

## 来歴・人物
1924年12月29日に生まれる。スイス・ヴォー州ヴィラール＝マンデラスで幼少期を過ごし、そこでは両親が「ル・カフェ・ド・ラ・ポスト（le Café de la Poste、郵便局カフェの意）」を経営していた。1933年、両親のカフェが破産し、ローザンヌへ引っ越す。
1946年、ビュアシュはシャルル・アポテロスとともに劇場興行会社「フォー・ネ（Faux Nez、つけ鼻の意）」を設立。フリーランスのジャーナリストとして、『ヌーヴェル・ルヴュ・ド・ローザンヌ Nouvelle Revue de Lausanne』誌、ついで『トリビューン・ド・ローザンヌ Tribune de Lausanne』紙のそれぞれでカテゴリー映画を1959年まで手がけた。
アンリ・ラングロワ、ジョルジュ・フランジュといった、フランス・パリのシネマテーク・フランセーズの創立者たちにたくさんの接触を進め、1950年、「シネマテーク・スイス」活動開始。
1951年 - 1996年、同シネマテーク館長。1996年退任後の後任は映画史家エルヴェ・デュモン（1943年 - 、ローザンヌ大学教授を兼任）。1967年 - 1970年、ロカルノ国際映画祭の共同ディレクターをつとめた。1973年、第23回ベルリン国際映画祭審査員をつとめる。
1981年、ローザンヌ市創設500年記念で市から発注された、ジャン＝リュック・ゴダール監督の12分の短篇映画『フレディ・ビュアシュへの手紙』のタイトルに登場、一躍有名に。1987年には同州ニヨンでロケーション撮影が行われたゴダール監督の『ゴダールのリア王』にも「クェンティン教授」役で出演している。
1991年、312分（5時間12分）の長尺ドキュメンタリー映画『Le Film du cinéma suisse』にミシェル・ステー、ジャクリーヌ・ヴーヴ、マルクス・インホフとともに共同脚本・共同監督として名を連ねる。編集はブリジット・デュック、ダニエラ・ロデレール、録音はリュック・イェルサン。本作は同年、第44回カンヌ国際映画祭特別招待作品として上映された。

## 受賞歴
- 1985年、ローザンヌ賞受賞。
- 1998年、ロカルノ国際映画祭名誉豹賞受賞。

## 著書
- Contre-chants、Ed. du Carré rouge刊、1956年、詩論
- Les débuts du cinématographe à Genève et à Lausanne 1895-1914（ジャック・リアル Jacques Rialと共著）、la Cinémathèque suisse nﾟ5, Lausanne 1964年、141 p.
- Michel Simon - un acteur et ses personnages、Avant-Propos de Lyne Anska刊、1962年、187 p.
- Luis Bunuel、「Premier Plan」nﾟ33、1964年5月
- G. W. Pabst、「Premier Plan」nﾟ39、1965年11月
- John Huston、1966年
- Paul Leni、Avant-Scène刊、1968年、52 p.
- Le cinéma italien d'Antonioni à Rosi au tournant des années 60、Yverdon. la Thièle刊、1969年
- Le cinéma américain, 1955-1970、L'Age d'Homme刊、1974年、565 p.
- Portrait de daniel Schmid en magicien、1975年
- Lilian Harvey、1975年
- La Cinémathèque suisse 1943-1981、livre d'or刊、1981年10月19日、287 p.
- Claude Autant-Lara、L'Age d'Homme刊、1990年2月12日 ISBN 2825133469
- Le cinéma américain, tome 2: 1971-1983、L'Age d'Homme刊、1990年2月21日 ISBN 2825133434
- Luis Bunuel、L'Age d'Homme刊、1990年3月1日（初版1975年） ISBN 2825133418
- Le cinéma suisse、L'Age d'Homme刊、1990年3月1日 ISBN 2825133450
- Le cinéma italien, 1945-1990、L'Age d'Homme刊、1992年6月9日、464 p. ISBN 2825102253
- Derrière l'écran、クリスチャン・ガラス（Christophe Gallaz）、ジャン＝フランソワ・アミゲ（Jean-François Amiguet）との対話、Payot-Lausanne刊、1997年7月13日 ISBN 2601031654
- Georges Franju: Poésie et vérité、La Cinémathèque française刊、1998年3月9日、75 p. ISBN 290059619X
- Dan Kramer, imagine（フランソワ・ドルト François Daulteとの共著）、La Bibliotheque des Arts刊、1998年10月20日、96 p. ISBN 2850470597
- Trente ans de cinéma suisse; 1965-1995、Éd. Cinéma singulier/Centre Pompidou刊、1995年（ペーパーバック1999年6月4日）、159 p. ISBN 2858508232
- Le Cinéma suisse, 1898-1998、Éd. L'Age d'homme刊、1998年（初版1970年、1974年）、535 p.
- Le cinéma anglo-américain, de 1984 à 2000、L'Age d'Homme刊、2000年3月7日、520 p. ISBN 2825113417
- Michel Soutter、L'Age d'Homme刊、2001年9月6日、205 p. ISBN 282511510X
- 25 ans de cinéma français, 1979-2003、L'Age d'Homme刊、2005年3月7日、433 p. ISBN 2825118400
- Michel Mitrani, une bio-filmographie、Age d'Homme刊、2006年4月15日、118 p. ISBN 2825136239
- Jean-Marie Straub - Danièle Huillet : Aux distraitements désespérés que nous sommes...（ルイ・スガン Louis Seguinと共著）、Cahiers du cinéma刊、2007年2月1日 ISBN 2866424697